# La Selva Biological Station
Koordinaten: 10° 25′ 19″ N, 84° 0′ 54″ W
La Selva Biological Station ist eine Forschungsstation in Costa Rica mit einer geschützten Fläche von 1600 ha tropischen Regenwalds. Sie ist in Besitz der Organisation for Tropical Studies (OTS), einem Non-Profit-Konsortium bestehend aus 63 Universitäten und Forschungseinrichtungen aus den USA, Lateinamerika und Australien. La Selva gilt als eine der produktivsten Feldforschungsstation für Tropenökologie weltweit, beherbergt etwa 300 Wissenschaftler jährlich und ist Veranstaltungsort für über 100 Kurse pro Jahr. Ziel der Forschungsstation ist es, einen intakten tropischen Regenwald zu erhalten, die Möglichkeit nachhaltiger Forschung und Ausbildung durch Bereitstellung von Laborplätzen und Unterkünften für Forscher und Studenten zu bieten, sowie die lokale Bevölkerung in Nachhaltigkeit und Naturschutz zu unterrichten. Zusätzlich ist La Selva Biological Station ein wichtiges Ziel für den Ökotourismus in Costa Rica.

## Geschichte

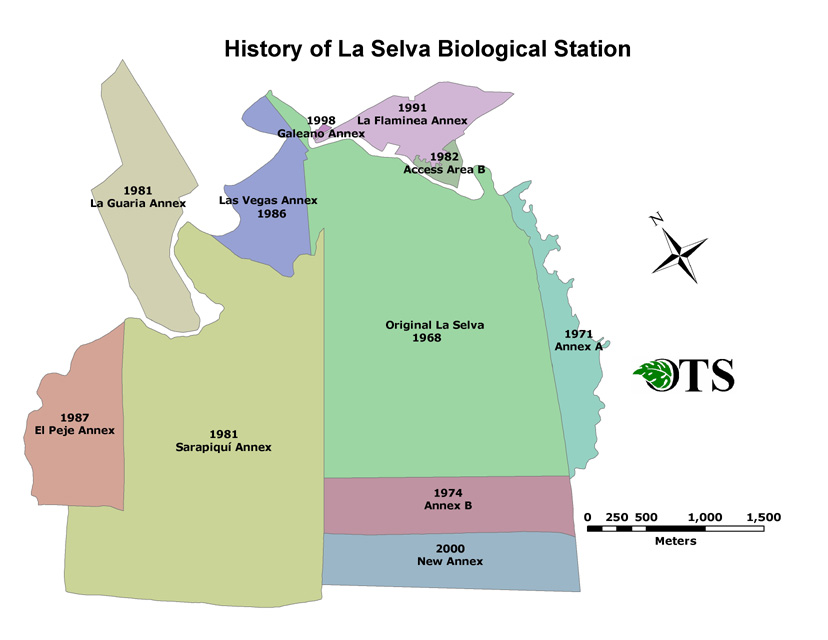
Historische Fläche von La Selva Biological Station

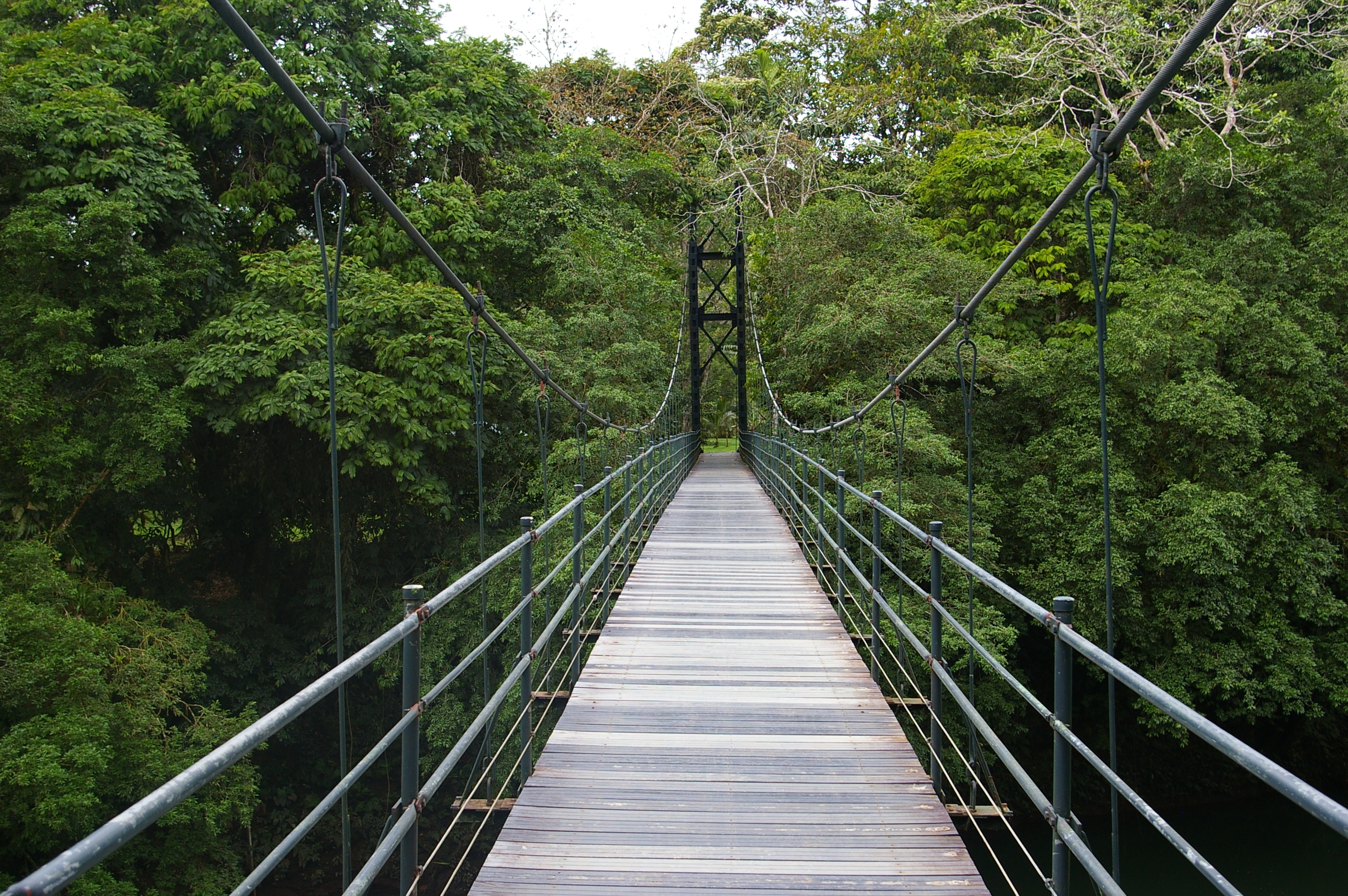
Hängebrücke über den Rio Puerto Viejo in La Selva

La Selva Biological Station wurde 1953 vom Botaniker Leslie Holdridge gegründet. Er kaufte das Land ursprünglich für eigene Forschungszwecke zum Einsatz verschiedener Baumkulturen, bei dem der natürliche Wald nicht gänzlich gerodet werden muss. Zu Gründungszeiten war La Selva relativ schwer zu erreichen. Langen ausgewaschenen Naturstraßen folgte eine 4 km lange Fahrt mit dem Kanu auf dem Rio Puerto Viejo.
1968 kauft die Organisation for Tropical Studies (OTS) das Gebiet für 50.000 US-Dollar um es zu einem privaten Reservat und einer biologischen Station zu ernennen. Die OTS war damals eine kleine, erst fünf Jahre alte Organisation, die es zum Ziel hatte, Forschung und wissenschaftliche Ausbildung in den Tropen zu ermöglichen. Holdridge ging dabei auf OTS zu und bot der Organisation sein Land als Forschungsstation bereits an, bevor OTS ihm das Gebiet abkaufte. Holdrige unterstützte die Forschung in La Selva bis zu seinem Tod im Jahre 1999. Seit der Gründung der Station im Jahre 1953 gab es einige drastische Veränderungen. Die Station wurde einfacher zu erreichen, Laborgebäude und Unterkünfte wurden errichtet, und das Reservat hat das Dreifache an Fläche dazugewonnen. Gleichzeitig hat auch die landwirtschaftliche Nutzung des Umlandes, insbesondere die Größe der Bananenplantagen, sowie die Bevölkerungsdichte in den Siedlungen um die Station zugenommen, weswegen La Selva als Schutzgebiet für Primär-Regenwald noch an Bedeutung gewonnen hat.

## Geographie und Geologie

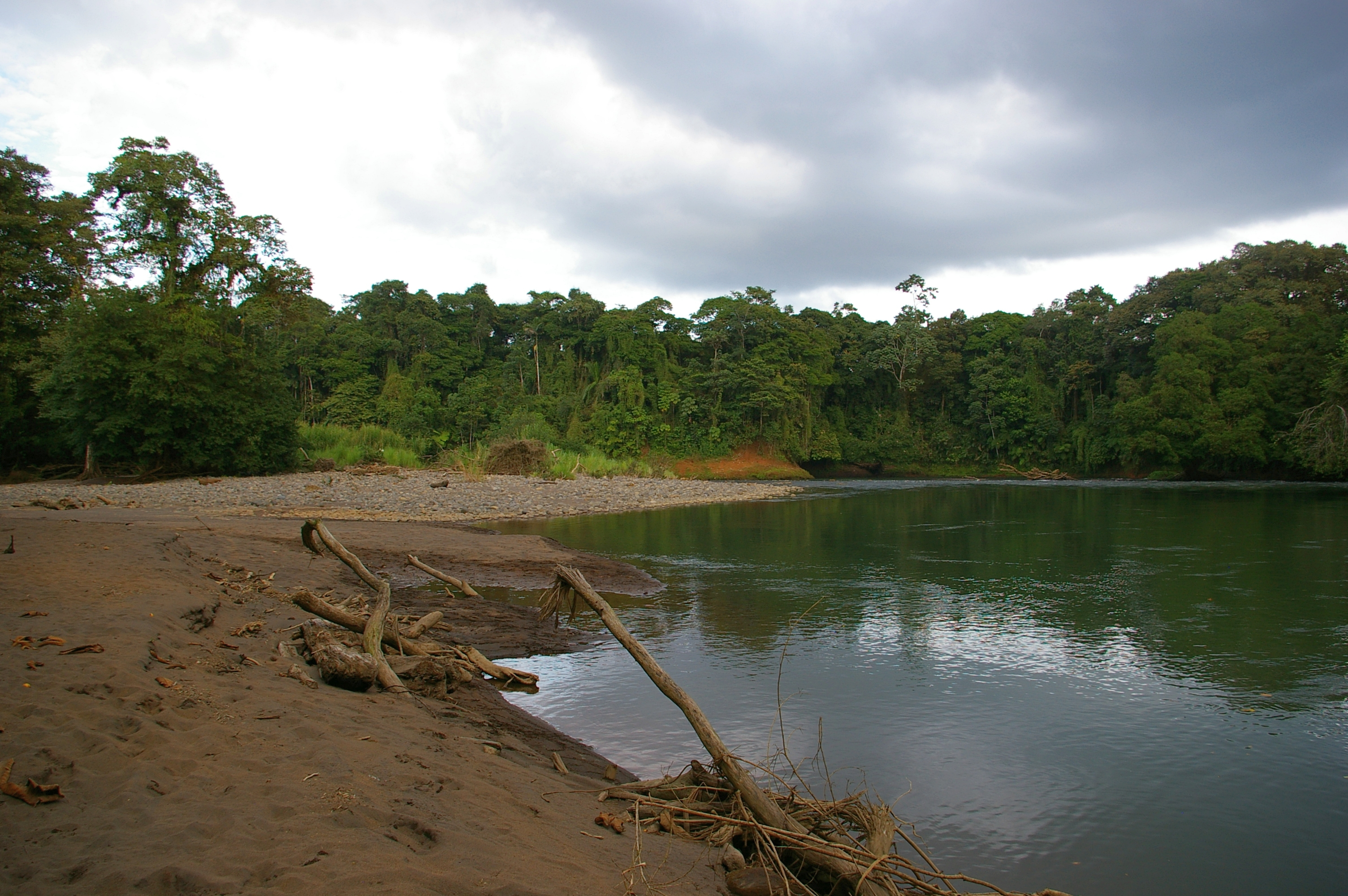
Rio Sarapiquí

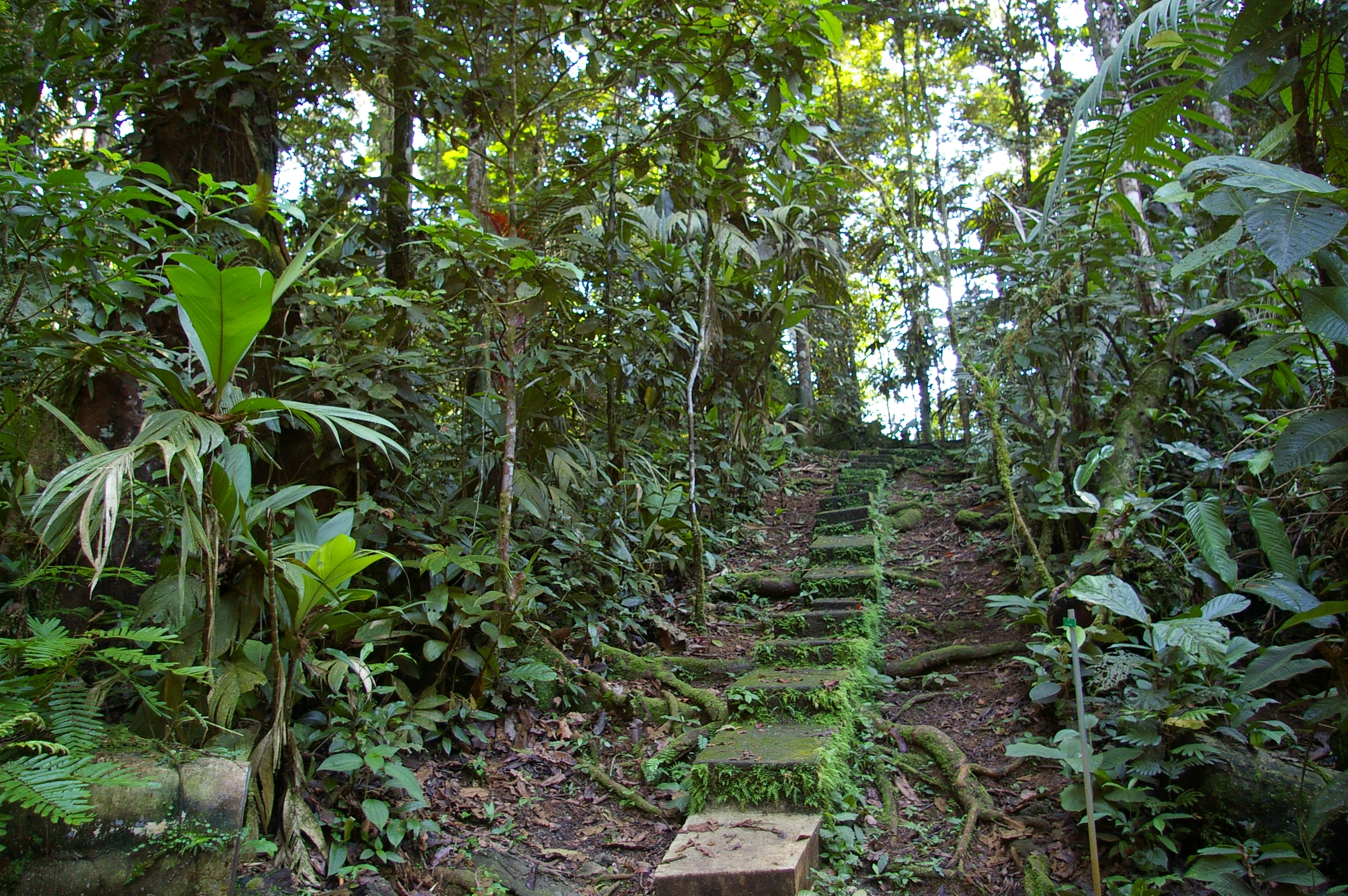
Pfad durch den Regenwald

La Selva Biological Station liegt innerhalb des Biosphärenreservats Cordillera Volcánica Central (91.000 ha) im nordöstlichen Tiefland Costa Ricas. Im Norden grenzt die Station an den Rio Puerto Viejo, im Westen an den Rio Sarapiquí und den Rio Peje. Entlang der Flüsse findet man Ablagerungen aus dem Holozän und Pleistozän, welche primär aus Inceptisolen und Entisolen bestehen. Das innere des Reservats besteht jedoch meist aus Ultisolen.
Im Süden geht La Selva einen 4–6 km breiten Verbindungskorridor in den Nationalpark Braulio Carillo (47.000 ha) über. La Selva befindet sich im physiogeographischen Übergang zwischen dem Fuß des Vulkanes Barva und der Schwemmlandebenen der Karibikküste. Das nördliche Ende des Parks liegt auf etwa 35 m.ü.M, während die höchste Höhe mit etwa 137 m.ü.M in der südwestlichen Ecke erreicht wird. Das Transekt von La Selva durch den Nationalpark Braulio Carillo bis zum Vulkan Barva (ca. 55 km) beinhalten Ökosysteme des tropischen Regenwalds.
Mit etwa 1200 Einwohnern ist Puerto Viejo de Sarapiquí das größte Dorf im Umkreis und liegt etwa 7 km nordöstlich von La Selva. Von der Hauptstadt San José aus erreicht man die Station mit dem öffentlichen Bus oder Auto in weniger als 2 Stunden.
Die Temperaturen betragen im Schnitt 25 °C und variieren zwischen 16 °C und 37 °C. Jährlich fallen etwa 4000 mm Regen. Die regenreichsten Monate sind der November und Dezember, am wenigsten Regen fällt im Februar, März und April, wobei es keine eigentlich ausgeprägte Trockenzeit gibt.

## Flora und Fauna

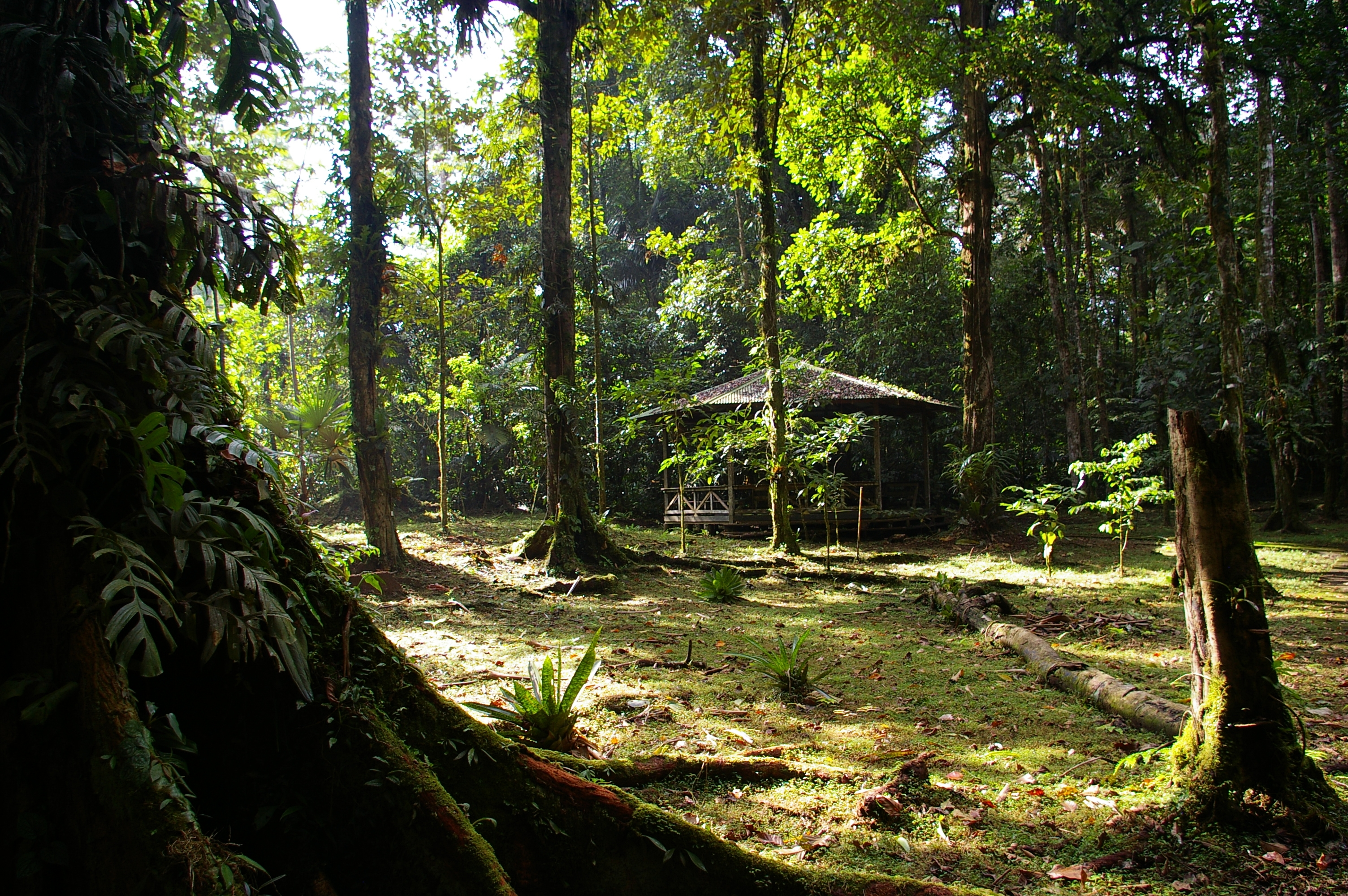
Arboretum von La Selva

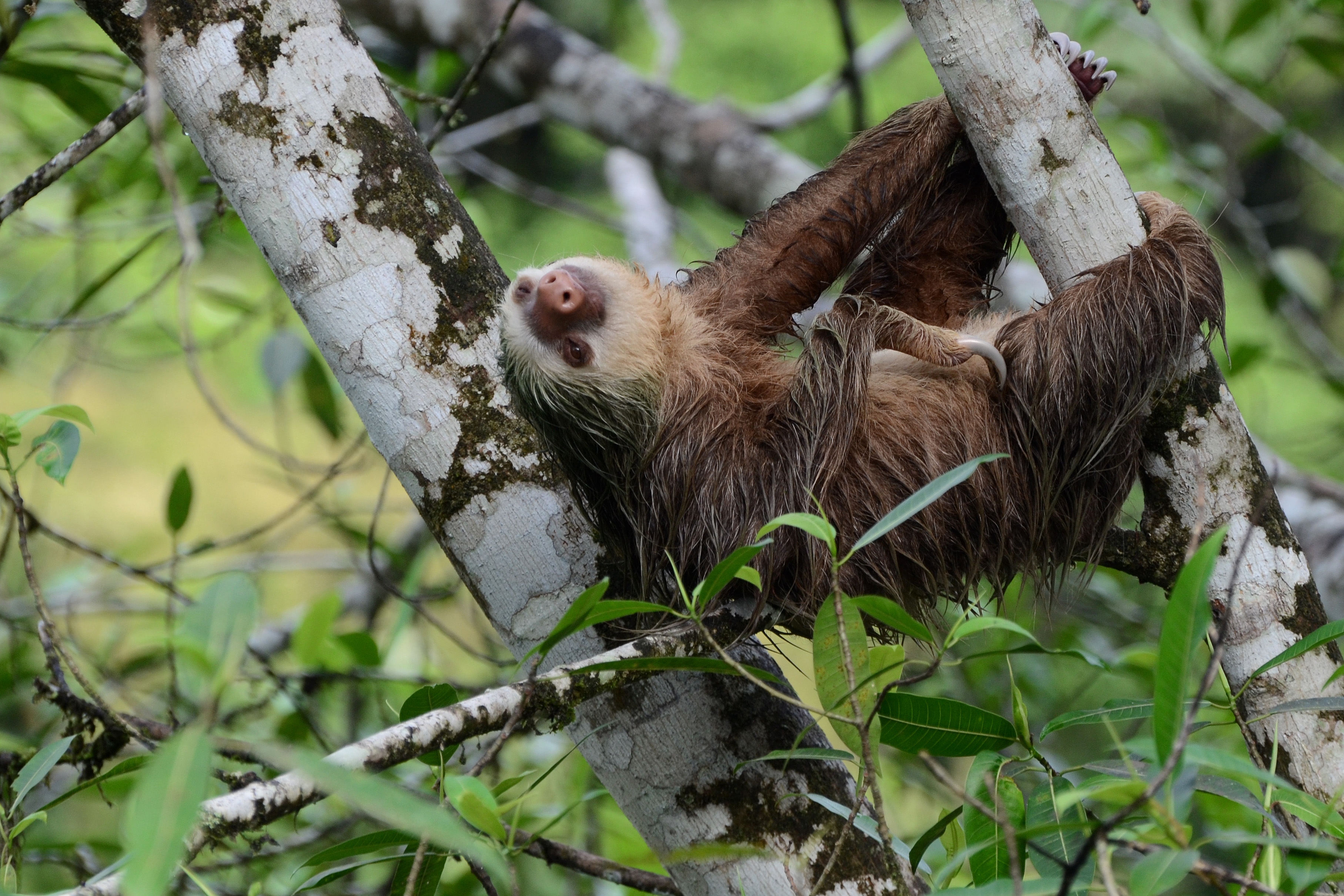
Zweifinger-Faultier

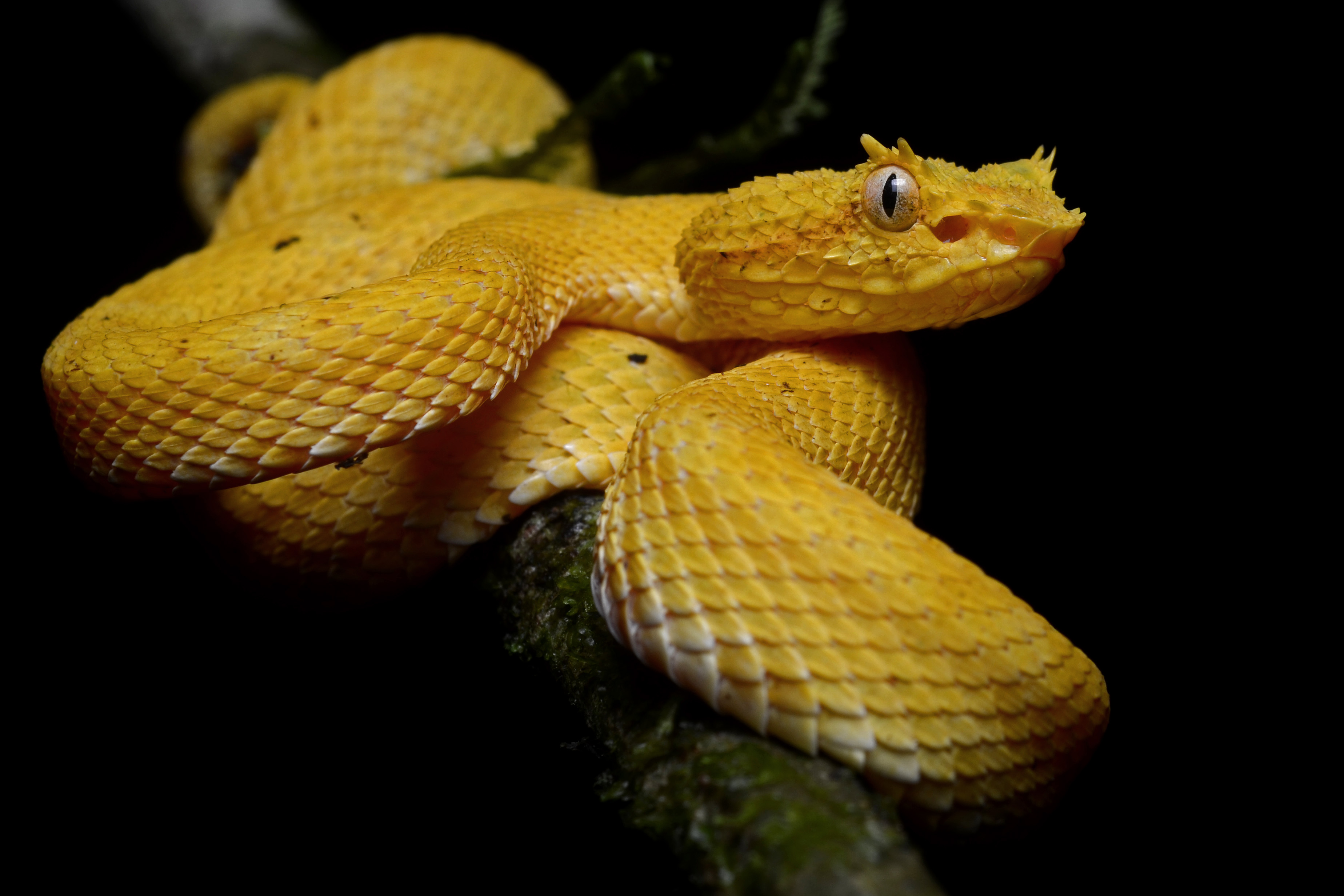
Greifschwanz-Lanzenotter

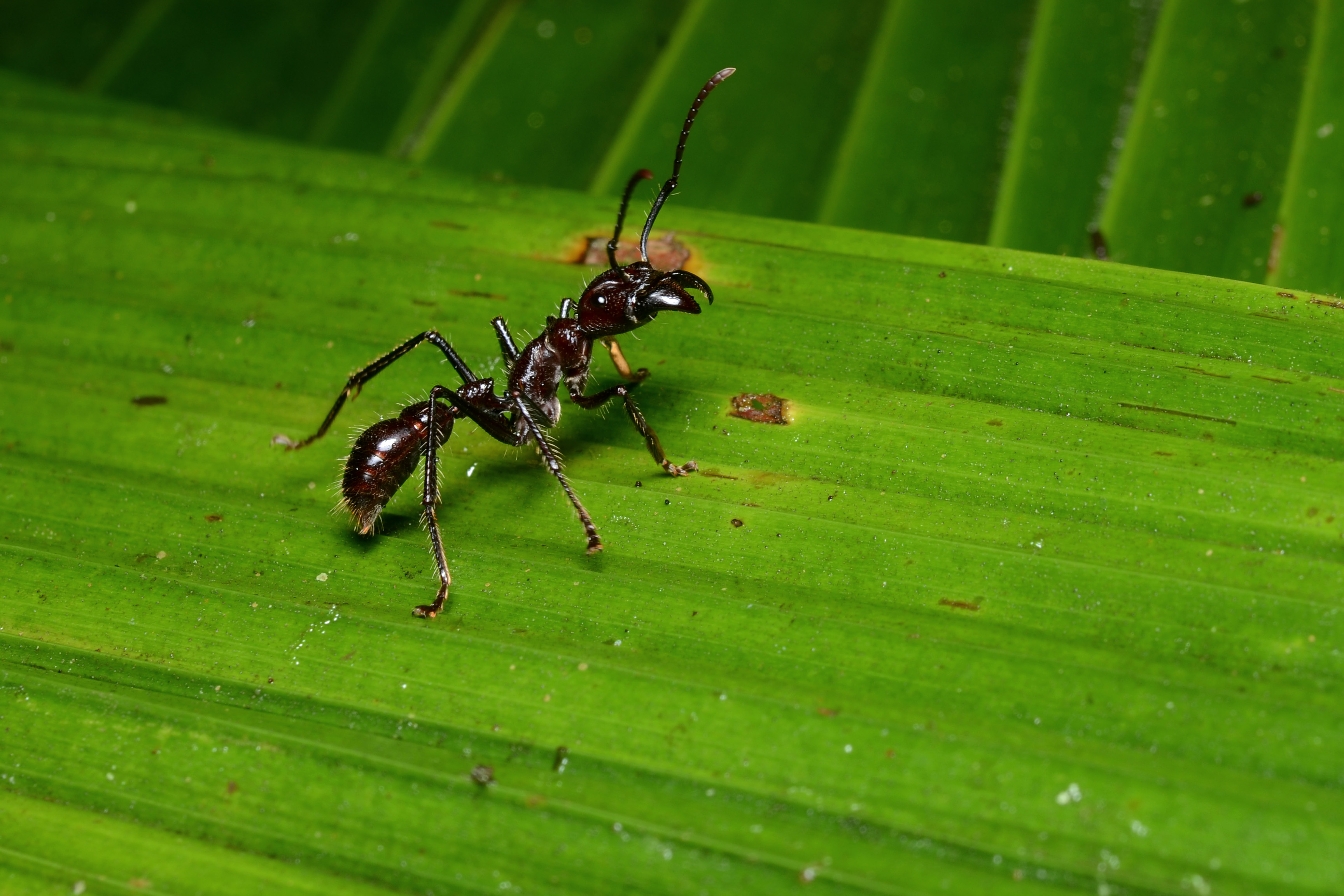
24-Stunden-Ameise

### Flora
55 % der Fläche La Selvas ist charakterisiert durch den artenreichen, vielschichtigen Primär-Regenwald. Der Rest des Waldes besteht aus Sekundärwald, verlassenen Plantagen in verschiedenen Phasen der Sukzession, Waldabschnitten mit selektiver Holzgewinnung und zu wissenschaftlichen Zwecken modifizierte Waldgebiete.
Innerhalb La Selvas gibt es über 5000 Gefäßpflanzen, davon über 700 Arten von Bäumen wie Welfia regia, der Stelzenpalme Socratea exorrhiza und der in La Selva in ungewöhnlichen Dichten vorkommenden Pentaclethra macroloba. Hinzu kommt eine große Artenvielfalt an Epiphyten und Epiphyllen. La Selva besitzt ein 3,5 ha großes Arboretum, welches 1968 gegründet wurde und aus über 240 Baumarten aus 60 Familien und 171 Gattungen besteht.

### Säugetiere
La Selva beheimatet 65 Arten von Fledermäusen, 16 Arten von Nagetieren, 5 Arten von Beutelratten, sowie Mantelbrüllaffen, Klammeraffen, Weißschulterkapuziner, Drei- und Zweifinger-Faultiere, Neunbinden-Gürteltiere, Große Ameisenbären, Zwergameisenbären und Nördliche Tamanduas, Großmazamas, Weißwedelhirsche, Weißbart- und Halsbandpekari, Tapire, Tayras, Amazonas-Skunks, Großgrisons, Südamerikanische Fischotter, Olingos, Wickelbären, Waschbären, Nasenbären, Pumas, Jaguare, Ozelots, Langschwanzkatzen und Jaguarundis.

### Vögel
Alljährlich findet im Dezember der „Christmas Bird Count“ (Vogelzählung) statt, bei dem lokale und auswärtige Vogelkundler einen Tag lang alle Vögel systematisch erfassen. 2012 wurden so 348 Vogelarten registriert (2011: 338; 2010: 368). Insgesamt wurden seit Beginn der offiziellen Erfassung 517 Vogelarten in La Selva gesichtet.

### Reptilien und Amphibien
Dank den gut ausgebauten Stegen im Canterana-Sumpf lassen sich Amphibien wie der Rotaugenlaubfrosch, die „Blue-Jeans“-Farbvariante des Erdbeerfröschchens und gelegentlich auch der Goldbaumsteiger beobachten.
Die Terciopelo-Lanzenotter und die Hakennasen-Lanzenottern sind die am häufigsten verbreiteten Giftschlangen La Selvas. Weitere bekannte Reptilien sind die Greifschwanz-Lanzenotter, die Abgottschlange, Grüne Leguane und Basiliske.

### Arthropoden
In La Selva findet man über 450 Ameisen und 5000 Schmetterlingsarten, von welchen viele noch unbeschrieben sein dürften. Zu den bekanntesten Arthropoden-Arten gehört die Goldene Seidenspinne, der Blaue Morphofalter und die gefürchtete 24-Stunden-Ameise, deren Stich als der schmerzhafteste Insektenstich überhaupt bezeichnet wird.

## Forschung und Tourismus

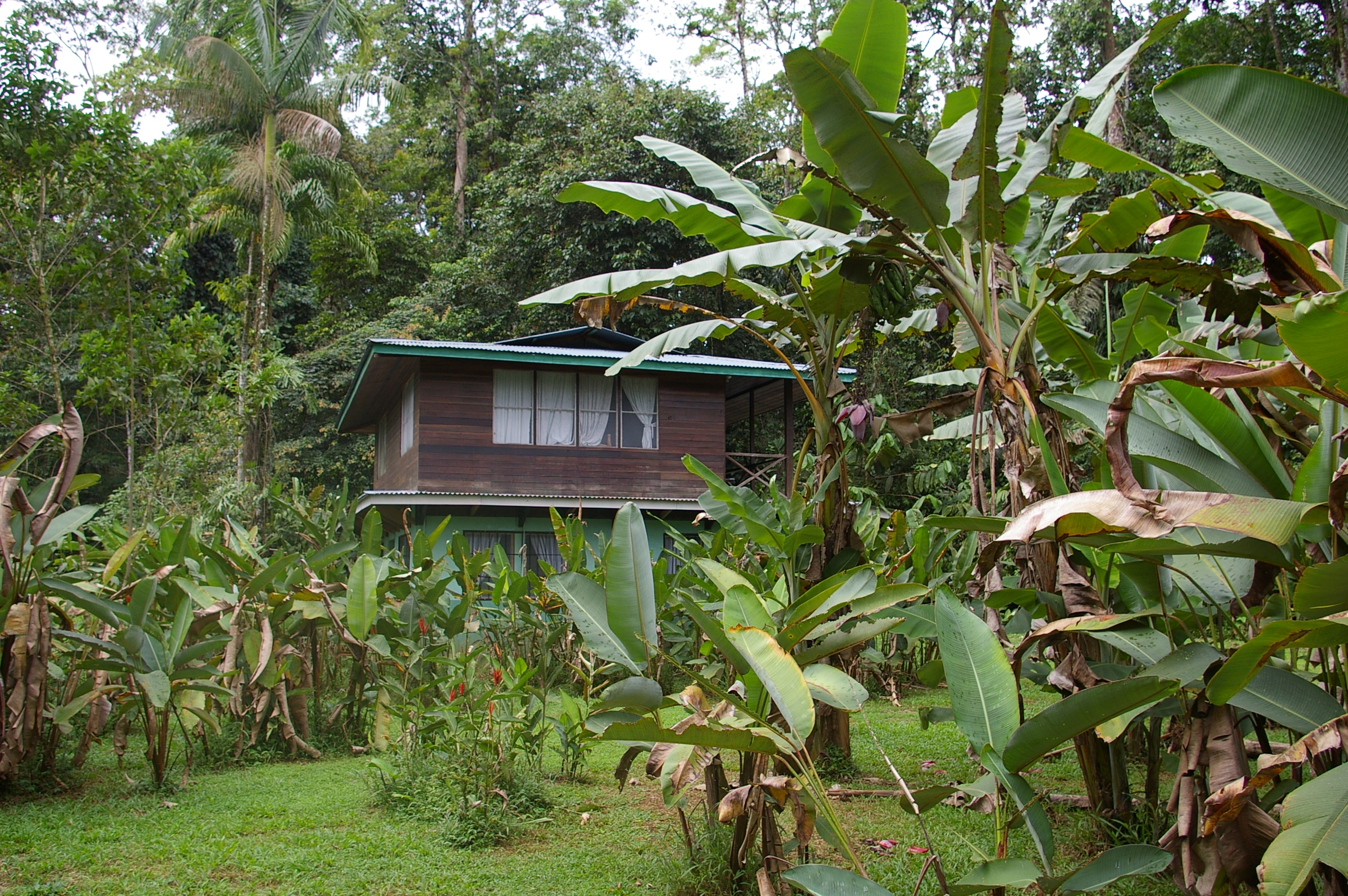
Unterkunft für Wissenschaftler

Nach eigenen Angaben werden jährlich über 240 wissenschaftliche Publikationen über die Forschung in La Selva herausgebracht. Momentane Langzeitprojekte erforschen unter anderem die Biodiversität von Ameisen, Fledermäusen, Vögeln, Buntbarschen und verschiedenen Pflanzengruppen, sowie Gewässerökologie, die Interaktion trophischer Ebenen, und die Auswirkungen des Klimawandels auf die Ökologie des tropischen Regenwalds.
Die Forschungsstation besteht aus zwei Laboren mit Mikroskopen, Kühlschränken und Tiefkühlern, sterilen Werkbänken und anderem Material für die Laborarbeit. Weiterhin gibt es fünf Häuser als Unterkünfte für Wissenschaftler, drei Gruppenunterbringungen für Studenten, eine Kantine, eine Rezeption mit Kiosk, drei Seminarräume, ein Herbarium, eine Bibliothek sowie Büroplätze. Für Wissenschaftler mit Familien stehen drei separate Familienhäuser zur Verfügung.
Ein ausgedehntes Pfadsystem mit über 50 km teils befestigten Wegen vereinfacht den Zugang zum Wald. Das gesamte Gelände ist in ein Flächennetz von 50 × 100 m eingeteilt und mit Markierungspfosten versehen, welche per Geoinformationssystem erfasst und kartiert sind.
Für Touristen gibt es zwei komfortable Häuser mit jeweils vier Räumen. In Absprache mit den Wissenschaftlern können Interessierte einen Einblick in die Forschung in La Selva erhalten. Daneben bieten lokale englischsprachige Führer Touren zu verschiedenen Themen an, wie Vogelbeobachtungen, Nachtwanderungen und Einführungen in die Ökologie des tropischen Regenwaldes.

## Bedrohung und Schutzmaßnahmen
La Selva Biological Station liegt in einem landwirtschaftlich extensiv genutzten und besiedelten Gebiet. Das größte Problem liegt nebst dem Verlust von ökologischen Ausgleichsflächen in der Umgebung der Station sowie der allgemeinen Habitatfragmentierung in der Wilderei. Zu den illegal gejagten Tieren gehören der Leguan, der Weißwedelhirsch, das Großmazama, das Paka, sowie Vögel aus der Familie der Steißhühner. In einer Studie im Gebiet in und um La Selva gaben 4 % der Befragten zu, im Jahr vor der Befragung mindestens eines dieser Tiere geschossen zu haben. La Selva verfügt daher über ein Team von Wildhütern, welche regelmäßig durch das Gebiet patrouillieren um Wilderei zu verhindern.